# Чирвоная Смена
Чирво́ная Сме́на (бел. Чырво́ная Зме́на) — посёлок в составе Демидовичского сельсовета Дзержинского района Минской области Беларуси. Деревня расположена в 12 километрах от Дзержинска, 45 километрах от Минска и 13 километрах от железнодорожной станции Койданово.

## История
Основан в 1920-е годы, как посёлок. С 20 августа 1924 года в составе Новосадского сельсовета, который с 23 марта 1932 года по 14 мая 1936 года являлся польским национальным сельсоветом. Входила в состав Койдановского района Минского округа. 15 марта 1932 года район был преобразован в Койдановский польский национальный район, 29 июня того же года район был переименован в Дзержинский. 23 марта 1932 года деревня передана в состав Сталинского польского национального сельсовета. 31 июля 1937 года полрайон был упразднён, территория сельсовета вошла в состав Заславского района Минского округа (с 20 февраля 1938 года — Минской области). С 4 февраля 1939 года в составе восстановленного Дзержинского района.
В годы Великой Отечественной войны деревня была оккупирована немецко-фашистскими захватчиками с 28 июня 1941 по 6 июля 1944 года. С 8 апреля 1957 года в составеДемидовичского сельсовета. В 1960 году в посёлке проживали 79 жителей, входил в состав колхоза «Демидовичи» (центр — д. Юцки). В 1988 году — 26 жителей, по состоянию на 2009 год в составе УП «Демидовичи».

## Население
| Численность населения (по годам) | Численность населения (по годам) | Численность населения (по годам) | Численность населения (по годам) | Численность населения (по годам) | Численность населения (по годам) | Численность населения (по годам) | Численность населения (по годам) |
| 1960                             | 1988                             | 2004                             | 2009                             | 2017                             | 2018                             | 2020                             | 2022                             |
| -------------------------------- | -------------------------------- | -------------------------------- | -------------------------------- | -------------------------------- | -------------------------------- | -------------------------------- | -------------------------------- |
| 79                               | ↘26                              | ↘13                              | ↘7                               | ↗11                              | ↗12                              | ↗14                              | ↘13                              |